# Spider-Man and the X-Men in Arcade's Revenge
Spider-Man and the X-Men in Arcade's Revenge es un videojuego lanzado por primera vez para Super Nintendo en 1992 por LJN. Más tarde fue lanzado para Genesis y Game Gear (bajo la marca Flying Edge) así como para Game Boy. El juego presenta personajes de Marvel Comics, Spider-Man y los X-Men mientras luchan contra su captor, el villano Arcade.

## Jugabilidad
Mientras mueve su telaraña por toda la ciudad, Spider-Man se da cuenta de la desaparición de los X-Men, Cyclops, Storm y Wolverine; luego se da cuenta de un tubo de un camión de basura que succiona a Gambit, y después de descubrir que es Arcade, lanza su telaraña hacia el camión. Sigue a Arcade hasta un edificio abandonado, que es la ubicación de la primera etapa; el jugador representa a Spider-Man desactivando los "Security Eyes" en un orden establecido (como lo indica el Spider-Sense) para ingresar. En el interior, él, junto con Cyclops, Storm, Wolverine y Gambit, se encuentran en los juegos mortales de Murderworld, un programa simulado diseñado por Arcade para torturar y matar a sus víctimas.
El jugador debe completar con éxito los dos "eventos" de cada héroe de Marvel para poder controlar a Spider-Man en una batalla final con Arcade y escapar. Si bien el primer evento de cualquier personaje se puede seleccionar a voluntad del jugador, el segundo evento no es jugable hasta que se completa el primero. Todos los héroes tienen las mismas vidas, lo que significa que si un héroe pierde una vida, los demás también.
- Niveles de Spider-Man: Ciudad de Nueva York tejados con jefes como el demonio volador N'astirh y Shocker en la primera etapa, con Rhino y Carnage en la segunda etapa.

- Niveles de Storm: Nivel de laberinto submarino con Storm con un suministro de aire limitado. Sus jefes son varias máquinas que se utilizan para controlar los niveles de tanques gigantes.

- Niveles de Wolverine: Primer nivel de la casa divertida, con duplicados del villano payaso Obnoxio el Payaso como enemigos y el jefe es Apocalipsis. Un Juggernaut furioso lo persigue a lo largo de la segunda etapa.

- Niveles de Gambit: Doom tiene dos niveles, ambos tienen lugar en una cueva donde una bola con púas gigante lo persigue; el jefe de primer nivel es un naipe gigante, el jefe final una versión robótica gigantesca de Selene.

- Niveles de Cyclops: dos etapas, cada una en minas subterráneas de Sentinel en Genosha, más una etapa final de jefe con Master Mold.

Después de completar cada etapa, el jugador controla a cada héroe mientras luchan en mininiveles de diseño similar, inspirados en el "detrás de escena" de Murderworld. El único personaje que ha tenido un cambio significativo es Storm, que ahora camina, dispara múltiples rayos rápidamente y llama a ráfagas de viento y salta aproximadamente cuatro veces la altura de los otros personajes. El último nivel tiene lugar dentro de una gran sala, donde Arcade persigue a Spider-Man de un lado a otro en un gran robot con forma de Arcade, que opera como una muñeca Matryoshka, hasta que Arcade finalmente es derrotado. Los X-Men en espera en los bordes de la habitación, ocasionalmente atacando por su cuenta.
Después de sobrevivir a las trampas mortales y derrotar a Arcade, hace explotar el edificio. Spider-Man y los demás sobreviven pero no hay señales de Arcade.

## Desarrollo y lanzamiento
Según Richard Kay de Software Creations, el desarrollo del juego estuvo plagado de problemas: "Spider-Man and X-Men empezó a salir terriblemente mal y Acclaim nos gritaban y amenazaban con litigar y terminamos con tres equipos en este juego". Las ediciones Genesis y Super Nintendo del juego son casi idénticas, aparte de la diferente instrumentación en la banda sonora.

## Recepción
Al reseñar la versión de Game Boy, GamePro comentó que los gráficos son buenos pero los controles son frustrantemente imprecisos y se quejó del hecho de que los jugadores deben volver a resolver el tedioso laberinto de nivel 1 cada vez que inician el juego. También le dieron a la versión de Game Gear una reseña negativa, diciendo que conserva los problemas de la versión de Game Boy. Electronic Gaming Monthly le dio a la versión de Game Gear un 6 sobre 10, elogiando la capacidad de jugar con varios personajes diferentes, pero criticando la dificultad por ser demasiado alta. Brett Alan Weiss de AllGame criticó la versión de Game Gear por controles "incómodos", particularmente de Spider-Man y sus débiles representaciones de los superhéroes. Super Gamer revisó la versión de SNES y otorgó una puntuación general del 75%, afirmando: "Una gran cantidad de superhéroes hacen que esto sea atractivo para cualquier fanático de los cómics. La jugabilidad es variada y dura, los gráficos son impresionantes y suenan brillantes".
A lo largo de los años, su banda sonora compuesta por Tim Follin fue muy elogiada por sus fans por tener algunas de las mejores y más avanzada música en el sistema.

### Trabajos citados
- Spider-Man X-Men: Arcade's Revenge. LJN. 1992. pp. 1-36. Consultado el 1 de marzo de 2021.